# Rhaebo glaberrimus
Espèce
Synonymes
- Bufo glaberrimus Günther, 1869 "1868"

Statut de conservation UICN

 LC  : Préoccupation mineure
Rhaebo glaberrimus est une espèce d'amphibiens de la famille des Bufonidae.

## Répartition
Cette espèce se rencontre entre 300 et 1 400 m d'altitude :
- au Venezuela dans l'État de Táchira sur le versant Est de la Cordillère de Mérida ;
- en Colombie dans les départements de Boyacá, de Casanare, de Cundinamarca et de Meta sur le versant Est de la cordillère Orientale.

## Taxinomie
Les spécimens provenant d'Amazonie et du Sud des Andes, autrefois rattachés à cette espèce, ont été décrits comme une espèce distinct Rhaebo ecuadorensis par Mueses-Cisneros, Cisneros-Heredia, et McDiarmid en 2012.

## Publication originale
- Günther, 1869 "1868" : First account of species of tailless batrachians added to the collection of the British Museum. Proceedings of the Zoological Society of London, vol. 1868, p. 478-490 (texte intégral).